# Sisomphon Lovansay
Sisomphon Lovansay (tiếng Lào: ສີສົມພອນ ລໍວັນໄຊ; 7 tháng 7 năm 1916 – 24 tháng 2 năm 1993) là chính khách người Thái Đen và là thành viên của Đảng Nhân dân Cách mạng Lào. Ông từng giữ chức Phó Chủ tịch Tòa án Nhân dân Tối cao.
Ông được bầu vào Ban Chấp hành Trung ương Đảng Nhân dân Lào tại Đại hội toàn quốc lần thứ nhất và giữ một ghế trong cơ quan này cho đến Đại hội toàn quốc lần thứ 5.